# Dix (New York)
Dix è un comune degli Stati Uniti d'America, situato nello Stato di New York, nella contea di Schuyler.